# Обо всех этих женщинах
«Обо всех этих женщинах» (швед. För att inte tala om alla dessa kvinnor) — шведский комедийный кинофильм Ингмара Бергмана, снятый в 1964 году. Первый цветной фильм Бергмана.
Эта картина является пародией на фильм «Восемь с половиной» Федерико Феллини. Наряду с кинолентой «Улыбки летней ночи», данное произведение стало одним из немногих комедийных фильмов Бергмана. 

## Сюжет
Известный критик Корнелиус (Ярл Кулле) пишет биографическую книгу о гениальном виолончелисте. С целью познакомиться поближе с героем своего труда он прибывает в дом музыканта. Однако сам гений музыки постоянно ускользает от него. Зато на каждом шагу ему встречаются многочисленные женщины, соревнующиеся за любовь маэстро…

## В ролях
- Биби Андерсон — Гумлан
- Харриет Андерссон — Изольда
- Эва Дальбек — Аделаида
- Карин Кавли — Мадам Тюссо
- Гертруд Фрид — Травиата
- Мона Мальм — Сесилия
- Барбро Юрт аф Урнес — Беатриса
- Алан Эдвалл — Жюль
- Георг Функвист — Тристан
- Карл Биллквист — молодой человек
- Ярл Кулле — Корнелиус